# Harold Duden
Harold Herman Duden (* 9. Dezember 1879 in Brüssel, Belgien; † 31. Mai 1952 in El Paso, Texas) war ein US-amerikanisch-britischer Eishockeyspieler, der zwischen 1906 und 1913 für den Princes Ice Hockey Club bei einer Vielzahl von internationalen Turnieren spielte. Mit dem Princes IHC als Vertreter Großbritanniens gewann er die Goldmedaille bei der ersten Eishockey-Europameisterschaft.

## Karriere
Harold Duden wurde in Brüssel geboren und zog 1880 mit seiner Familie nach London. Sein Vater war ein sehr wohlhabender Miteigentümer einer Spitzenfabrik, die Niederlassungen in sechs verschiedenen Ländern hatte und jährlich Millionen von Dollar verdiente.

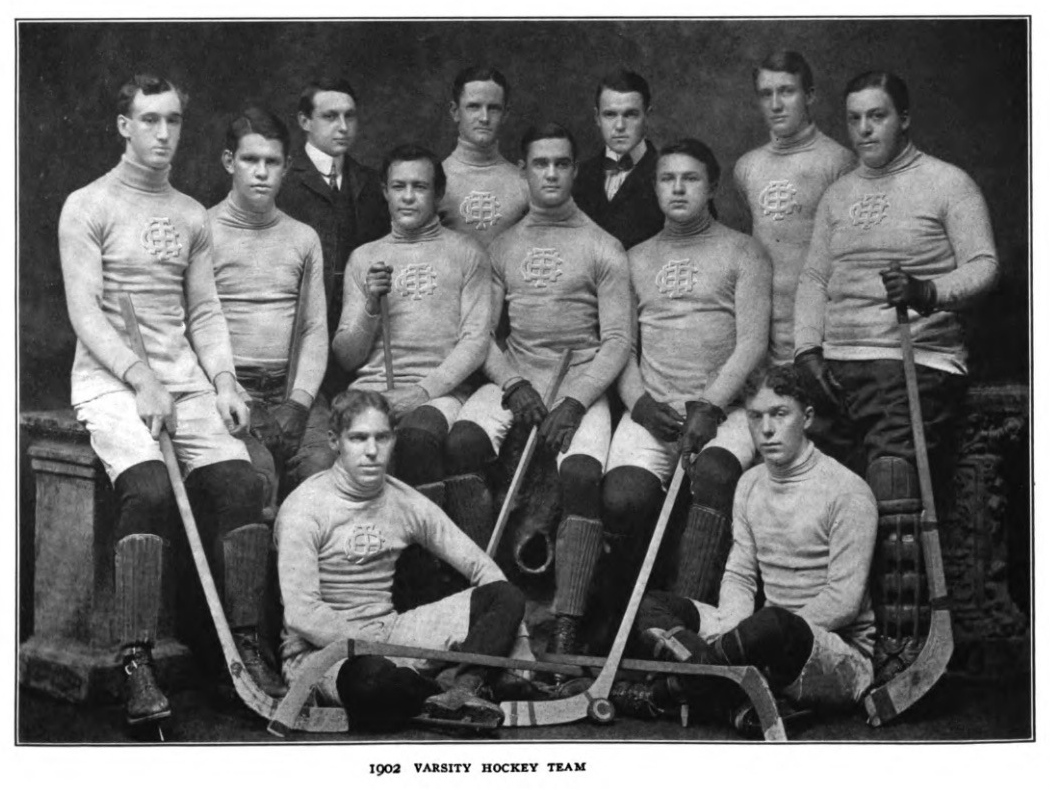
Spieler der Columbia University, 1901/02 (Harolds Bruder William zweite Reihe dritter von links)

Im Jahr 1891 zog seine Familie in die Vereinigten Staaten und Harold wurde 1895 US-amerikanischer Staatsbürger. Er nahm ein Studium an der Columbia University in New York City auf. 1901 erhielt er einen Bachelor of Arts und 1903 einen Bachelor of Laws. Mindestens zwischen 1901 und 1903 spielte Harold mit seinem Bruder William Eishockey für das Varsity Hockey Team der Universität.
1903 wurde Duden als Rechtsanwalt in New York zugelassen, kehrte aber nach Großbritannien zurück, um in London als Rechtsanwalt zu praktizieren. Ab 1904 spielte er für den Princes Ice Hockey Club, unter anderem beim Davos International Bandy Tournament 1904. Neben Eishockey war er auch in anderen Sportarten wie Wasserball, Leichtathletik, Segeln, Golf, Tennis, Polo, Skifahren und Eiskunstlauf aktiv.
1908 half er für ein paar Spiele beim Brussels IHC aus. Zudem nahm er im November 1908 mit dem Princes IHC am ersten internationalen Eishockeyturnier überhaupt teil, das in Berlin stattfand. Im Finale des Turniers erzielte Duden den Siegtreffer gegen den Club des Patineurs de Paris vor mehr als 3000 Zuschauern. Weitere Teilnahmen an internationalen Turnieren folgten mit dem Coupe de Chamonix 1909, bei dem er in vier Spielen sieben Tore erzielte. 1910 gewann er mit dem Princes IHC als Vertretung Englands die Goldmedaille bei der ersten Eishockey-Europameisterschaft. 1914 gewann er mit dem Princes IHC die LIHG-Meisterschaft.
Harolds Bruder William, ebenfalls Eishockeyspieler beim Princes IHC, starb 1910 an Typhus; sein Bruder Frederick wurde von „Revolutionären“ getötet. Duden lebte sowohl in Europa, als auch in den USA und arbeitete in der Grundstückserschließung.
Harold Duden verstarb im Mai 1952 an einem akuten Lungenödem im Providence Hospital in El Paso, Texas.

## Erfolge und Auszeichnungen
- 1910 Goldmedaille bei der Europameisterschaft
- 1914 Gewinn der LIHG-Meisterschaft